# Punta del Sabbione
Punta del Sabbione lub Hohsandhorn – szczyt w Alpach Lepontyńskich, części Alp Zachodnich. Leży na granicy między Szwajcarią (kanton Valais) a Włochami (region Piemont). Należy do podgrupy Alpy Monte Leone – Świętego Gotarda. Można go zdobyć ze schroniska Rifugio Mores (2505 m) lub Rifugio Claudio e Bruno (2710 m).